# Bregava
Bregava är ett vattendrag i Bosnien och Hercegovina.   Det ligger i entiteten Federationen Bosnien och Hercegovina, i den södra delen av landet, 100 km sydväst om huvudstaden Sarajevo.
Trakten runt Bregava består till största delen av jordbruksmark. Runt Bregava är det ganska tätbefolkat, med 93 invånare per kvadratkilometer.